# Leucania simillima
Leucania simillima là một loài bướm đêm trong họ Noctuidae.